# Парафія Святого Івана Богослова Української Греко-Католицької Церкви у місті Хмільник
Парафія Святого Івана Богослова м. Хмільник Вінницької області.
На цей час немає відомостей про діяльність Української Греко-Католицької громади у м. Хмільник до ХХ століття. Саме тому, початком існування можемо вважати приїзд до Хмільника Слуги Божого о. Романа Бахталовського ЧНІ у 1976 р. Хоча, він офіційно не міг служити греко-католикам, через заборону радянської влади, проте, можна ствердити, що через служіння при римо-католицькій парафії м. Хмільник (де він молився, сповідав та ін.), міг підпільно опікуватися і греко-католиками. Після смерті о. Романа 1985 р. не було священиків які б служили у Хмільнику. Правдоподібно, що ніхто з священиків не обслуговував греко-католиків до 2006 року.
Разом з о. Романом Бахталовським до Хмільника приїхала і проживала мати Агафія (в миру Параскевія Юріївна Скрегунець) настоятелька Згромадження сестер НСМФ. Саме вона стала ініціатором офіційного реєстрування громади у державних органах 27 листопада 1992 р. (у заяву вписані десять осіб). Правдоподібно, що громада не вела активне молитовне життя, оскільки, як вже згадувалося, не було священика для проведення молитви. По смерті матері Агафії 1993 р. немає даних про життя греко-католицької громади.
Наступним етапом у житті греко-католицької громади стала діяльність о. Івана Цихуляка (парох Бердичева Житомирської обл.) у Хмільнику 2005(2006)—2008 рр. Він, через ЗМІ та різні оголошення, почав шукати вірних УГКЦ у м. Хмільник. І коли такі відгукнулися, він домовився про місце проведення богослужінь для парафіян у Римо-католицькому храмі Пресвятої Трійці. Де вони відбуваються до сьогодні.
З 2008 по 2009 р. опікувався парафією о. Микола Дуркалець (парох с. Щітки Вінницької обл.).
У 2009—2010 рр. опікувався парафією о. Євстахій Ладика з Самбірсько-Дрогобицької Єпархії. Він поклопотався про купівлю парафіяльного будинку для проживання священика у м. Хмільник. За діяльності о. Євстахія Ладики було змінено назву громади з Покров Пресвятої Богородиці на Святого Івана Богослова. (Причиною цьому стала можлива набожність о. Романа Бахталовського до св. Івана Євангеліста).
З 2010 р. адміністратором парафії призначений о. Олександр Плєшанов. Він перереєстрував статут громади у новій редакції, затвердивши зміну назви парафії у державних органах та зареєстрував парафію як юридичну особу у Єдиному Державному Реєстрі Підприємств та Організацій України (ЄДРПОУ).
04 травня 2016 року було надане рішення міської ради для розробки проекту відведення ділянки для будівництва храму УГКЦ по вулиці Станційна.